# 정보통신윤리위원회

2006년부터 2008년까지 사용된 정보통신윤리위원회의 로고

정보통신윤리위원회(情報通信倫理委員會, Korea Internet Safety Commission)는 정보통신망의 급증에 따라 불건전 정보의 유통이 새로운 사회적 문제로 대두되면서 불건전한 정보통신의 억제와 건전한 정보문화를 확립하는 것을 목적으로 하여 1992년부터 한국정보통신진흥협회가 운영하는 민간자율기구인 정보윤리위원회를 법적 기구로 재구성하여 「전기통신사업법」(법률 제4903호) 제53조의2에 따라 설립되었던 정보통신부 소관의 민간 정보통신 심의기관이다. 1995년 4월 정식 출범했다.
2008년 2월, 「방송통신위원회의 설치 및 운영에 관한 법률」에 따라 설립된 방송통신심의위원회로 업무가 이관되면서 폐지되었다.